# К-19 (фільм)
«К-19» (англ. K-19: The Widowmaker) — художній фільм режисера Кетрін Біґелоу, заснований на реальних подіях, що відбулися з радянським атомним підводним човном К-19.
Фільм зазнав касового провалу, заробивши 66 мільйонів доларів, при бюджеті в 100 млн.